# ステップ総督府

20世紀初頭のロシア領中央アジア
アクモリンスク州
セミパラチンスク州
セミレチエ州

ステップ総督府（ロシア語：Степное генерал-губернаторство）は、中央アジアに設置されたロシア帝国の軍政機関。1882年から1917年まで現在のカザフスタン共和国東部に相当する領域を管轄した。

## 歴史
1868年にロシア帝国政府内のステップ委員会により起草された「ウラリスク、トゥルガイ、アクモリンスク、セミパラチンスク州臨時統治規程」に基づき、1882年の西シベリア総督府の廃止に伴い設立された。アクモリンスク州、セミパラチンスク州、セミレチエ州を管轄し、首都はオムスクに置かれた。（その後、セミレチエ州は、1897年にトルキスタン総督府に移管。）
総督府は内務省の管轄とされたが、歴代ステップ総督は、陸軍の将官が任命され、オムスク軍管区および、シベリア・コサックのアタマン軍の指揮権も有していた。
1917年のロシア革命により、総督府は廃止され、県制が施行された。
官報として『ステップ地方新聞』（ロシア語：Киргизская степная газета、カザフ語：Дала уалаятыының газетi、1888年 - 1902年）が発行された。

## 歴代総督
- ゲラシム・コルパコフスキー Герасим Колпаковский（任1882年 - 1889年）
- マクシム・タウベ Максим Таубе（任1889年 - 1900年）
- ニコライ・スホーチン Николай Сухотин（任1900年 - 1917年）